# Keith Levene
Julian Keith Levene (Muswell Hill, 18 juli 1957 – Norfolk, 11 november 2022) – alias Keith Levene – was een Britse gitarist. In 1978 was hij met Sex Pistols-zanger John Lydon oprichter van de progressieve postpunk-groep Public Image Ltd (PiL). Daarnaast was hij een van de oprichters van de punkgroep The Clash.

## Loopbaan

### The Clash
Levene mocht als vijftienjarige mee op tournee met de rockband Yes, als hun roadie. In 1976 richtte Levene twee punkbands op. De minst commerciële was The Flowers of Romance. Hier lijnrecht tegenover stond het legendarisch geworden The Clash, met collega-gitarist Mick Jones. De andere originele leden van The Clash waren zanger Joe Strummer en drummer Terry Chimes. De reden waarom dit minder tot het collectieve geheugen behoort, komt doordat Levene de band vroeg verliet. Levene schreef nog mee aan het eerste album, The Clash. Zo komt het nummer "What's My Name" uit zijn koker. Paul Simonon zou zich na Levene profileren als bassist van The Clash, met Mick Jones op gitaar. Toen de voor drugs vatbare drummer Topper Headon in 1977 bij de groep kwam – Chimes verliet de groep na de release van hun debuutplaat The Clash – zou dat het definitieve karakter van The Clash vormen. De formatie met Strummer, Jones, Simonon en Headon was de meest succesvolle.

### Public Image Ltd.
In 1978 vormde Levene met John Lydon de vrijzinnige postpunk-groep Public Image Ltd (PiL). Public Image Ltd kwam te boek te staan als een van de meest invloedrijke bands van met name begin jaren tachtig, hoewel gesticht eind jaren zeventig. Hij was een van de eerste gitaristen die een heavy metal-gitaar bespeelde, zoals de merken Travis Bean en Veleno. Zijn Veleno uit aluminium gaf men de bijnaam "Leveno". Levene was nauw betrokken bij het schrijven, uitvoeren en produceren van PiL's vroege albums: First Issue, Metal Box en Flowers of Romance. In 1983 verliet Levene de groep op grond van creatieve meningsverschillen met Lydon over wat uiteindelijk het vierde album van de band zou worden, This Is What You Want ... This Is What You Get... In april 2011 kwam het nog tot een reünie tussen Levene en de bassist van PiL, Jah Wobble. Levene werkte mee aan een album van Jah Wobble en Julie Campbell.

### Overlijden
Levene leed aan leverkanker en overleed thuis op 65-jarige leeftijd.
- Bibsys: 6099461
- Biblioteca Nacional de España: XX1491014
- Gemeinsame Normdatei: 1272666077
- International Standard Name Identifier: 0000 0000 3527 9233
- Library of Congress Control Number: n93052460
- MusicBrainz: 23076ae4-ac76-4468-95fc-d8bae9e70f0a
- Istituto Centrale per il Catalogo Unico: DDSV055477
- Virtual International Authority File: 26274766
- WorldCat: E39PBJktpfycw3vtYWFgHF9dQq